# Dorohedoro
Dorohedoro (ドロヘドロ) est un seinen manga de Q Hayashida. Il est prépublié au Japon dans le magazine Monthly Ikki entre 2000 et 2014 puis dans le magazine Hibana entre 2015 et 2017 pour s'achever dans le Monthly Shōnen Sunday entre novembre 2017 et septembre 2018. La série est compilée en vingt-trois volumes reliés par l'éditeur Shōgakukan. La version française est initialement éditée par Vegetal Manga Shoten, puis reprise par Soleil Productions dans la collection Soleil Manga.
Il s'agit d'un manga underground, doté d'un univers graphique sombre où se côtoient l'extrême violence, l'absurde et le grotesque. Il raconte l'histoire de Caïman, amnésique à tête reptilienne, travaillant avec son amie Nikaido pour retrouver ses souvenirs et survivre dans un monde étrange et violent.
Une série d'animation produite par le studio MAPPA est diffusée sur Tokyo MX entre janvier et mars 2020. Elle devient ensuite disponible mondialement sur Netflix en mai 2020. Une suite est en production.

## Synopsis
L'histoire se déroule dans un monde post-apocalyptique partagé en deux dimensions hermétiques : Hole, la cité-décharge des Humains, et le monde des mages. Les mages peuvent voyager dans le monde humain via des portes magiques.
Le récit tourne autour de Caiman, un personnage qui a perdu la mémoire. Transmuté par un mage, il possède une tête de reptile et une force impressionnante. Il est accompagné par une jeune femme, Nikaido, avec qui il traque les mages pour retrouver son identité d'origine.

## Personnages
Caïman est victime d'une attaque magique qui lui laisse une tête de reptile et aucun souvenir de son identité d'origine. Il travaille avec son amie Nikaido pour traquer les sorciers qui entrent dans Hole, dans l'espoir de tuer celui qui lui a jeté le sort et de l'annuler. L'immunité de Caïman à la magie et ses formidables compétences au couteau le rendent incroyablement doué pour combattre les sorciers. Il a également la capacité de régénérer sa tête reptilienne, lui permettant de survivre à des attaques mortelles telles que la décapitation. Lorsqu'il ne se bat pas, Caiman passe la plupart de son temps à travailler dans un hôpital pour victimes magiques et à manger des gyoza au restaurant de Nikaido, le Hungry Bug.
Nikaido est la meilleure amie de Caiman, propriétaire et chef du Hungry Bug, un restaurant à Hole. Elle a trouvé Caïman après sa transformation initiale et l'aide à traquer les sorciers dans l'espoir de lui rendre ses souvenirs et son visage. Elle est elle-même secrètement une sorcière, vivant cachée en raison de l'attrait de son type magique. Elle entretient également des contacts avec un diable de son passé, nommé Asu. Nikaido est une combattante incroyablement talentueuse bien qu'elle n'utilise pas la magie, utilisant généralement le combat au corps à corps et les acrobaties pour vaincre ses ennemis.

## Univers

### Hole
Hole est une sorte de gigantesque cité-décharge où coexistent des bandes rivales, dans une joyeuse anarchie où règne la loi du plus fort. Les mages, plus ou moins habiles, d'un monde parallèle, y viennent expérimenter leurs sorts sur les habitants.
Les résidus de la fumée que produisent les mages s'accumulent dans les nuages au-dessus de la ville, provoquant d'étranges phénomènes, parfois drolatiques ou absurdes, parfois sinistres : ainsi, une fois par an, les morts se relèvent et hantent la ville, donnant lieu à un concours de chasse aux zombies (le Zombie Destroy Party).
Les habitants de Hole haïssent naturellement les mages dont ils sont les cobayes. Toutefois, des renégats ayant fui le monde des mages trouvent parfois refuge à Hole et survivent en fournissant leurs pouvoirs à la population.

### Le monde des mages
Les mages résident dans une sorte de monde parallèle. Leur magie s'incarne dans la fumée coulant dans leurs veines et qu'ils dirigent, du bout de l'index, dans le monde réel. Pour eux, Hole n'est rien de plus qu'un terrain de jeu et d'expérimentations. Ils y accèdent comme bon leur semble, au moyen de portes dimensionnelles qu'ils font apparaître à volonté.
Le monde des mages est moins cataclysmique que la cité-décharge, mais la misère n'en est pas pour autant absente. Les mages les plus puissants sont les plus riches. Les autres sont délaissés et obligés de se réunir en bande de parias. Certains survivent grâce au trafic de la Fumée Noire (considérée comme une drogue, elle est issue de la fumée de mages plus puissants).
Il semblerait que le monde des mages ait été créé par les diables de l'Enfer, ou par Satan : ces entités apparaissent régulièrement dans le monde des Mages, en fixent les règles et en tirent les ficelles.
Il existe de nombreuses dissensions dans les rangs des mages, en particulier envers le plus puissant d'entre eux : En, qui est régulièrement la cible d'assassins de tous bords.

### LaBlue Night
Il s'agit d'une fête spéciale dans le monde des mages qui a lieu une fois tous les quatre ans et qui dure trois jours et trois nuits. Elle est annoncée par la venue de gigantesques nuages d'insectes de couleur bleue, qui, obscurcissant le ciel, créent une nuit azurée pendant toute la fête. Durant cette période, les mages peuvent se trouver un partenaire, c'est pourquoi elle est si importante. Le contrat, qui lie deux mages, est signé par un diable, ce qui le rend inviolable. La famille de En est le grand sponsor de cet événement et beaucoup de mages tentent de rentrer dans cette "famille", en se liant avec un des mages célibataires du groupe (une sélection à l'entrée est tout de même effectuée). La Blue Night ressemble en fait à une chasse à l'homme, où il faut traquer celui que l'on rêve d'avoir comme partenaire, pour souvent le forcer à faire le pacte irrévocable. Même si parfois cela se conclut entre deux mages tacitement d'accord (cf. Noi et Shin). Les contrats doivent être renouvelés tous les quatre ans, ce qui en cas de désaccord permet de changer de camarade.

### Les mages
Le manga ne développe pas explicitement l'origine des mages et de leur monde. Ils semblent être des serviteurs du Diable, qui en échange leur a conféré des dons de sorcellerie. Pour marquer cette filiation, chaque mage porte un masque particulier, créé par Satan en personne, et qu'il porte quasiment tout le temps pour s'identifier comme manieur des énergies magiques. Les mages tirent leurs pouvoirs et leur essence vitale d'une tumeur logée dans leur crâne et qui prend la forme d'un minuscule démon.
Les mages disposent, comme le Professeur Kasukabe l'explique, d'un corps différent du corps humain normal, ce qui indique l'hérédité du pouvoir. Ils possèdent tous des canaux à fumée, sortes de veines pour fumée. Plus les veines sont larges, plus le mage peut produire de fumée et être puissant. Cette fumée peut toutefois leur jouer des tours : dans Hole, la pluie chargée des fumées usées affaiblit considérablement les mages, à tel point qu'ils sont incapables d'utiliser leur magie ou de se défendre.
Pour devenir mage, plusieurs choses sont nécessaires. Il faut tout d'abord recevoir un masque (l'aval du démon). Lors de la cérémonie d'intronisation d'un mage, les candidats sont divisés en deux catégories en fonction de leur puissance : les plus habiles ayant quasiment leur masque d'office, les autres devant passer une éprouvante séance d'humiliation, à l'issue de laquelle ils ne sont même pas sûrs d'obtenir l'approbation du Démon.
Chaque mage semble avoir une spécialité et donc, chacun a plus ou moins un petit boulot dans son monde.

### La magie
L'exercice magique est assez particulier. Pour en faire usage, les mages utilisent normalement leur index droit (ou parfois leur bouche), qu'ils pointent sur leur cible et après une émission de fumée noire, cette cible subit une transformation, en fonction du bon vouloir et des pouvoirs du mage. Chaque mage possède un pouvoir spécifique. Ils sont aussi capables de faire apparaître des portes pour voyager entre les mondes. Lorsqu'un mage meurt, sa magie disparaît et les sorts qu'il a jeté sont annulés.
La fumée possède d'importantes capacités mutagènes ; sous forme concentrée, elle peut avoir des effets très spéciaux. C'est pourquoi le monde de Hole est si dangereux : la haute concentration de fumée crée des phénomènes paranormaux, tels La Nuit des Zombies. Les mages utilisent pour certains la fumée comme une drogue, mais son usage est très mal vu.
Même si c'est un phénomène très rare, certaines personnes sont immunisées à la magie, parfois seulement temporairement. Caïman en est un bon exemple, même si la raison de cette immunité est inexpliquée. Une "surcharge" de magie peut parfois avoir pour conséquence une immunité provisoire.
Bien que chaque mage génère sa propre fumée de manière unique, celle-ci peut être utilisée par n'importe qui. Par conséquent, il existe un marché des fumées ; les plus rares, comme les magies de restauration, pouvant être très chères.

## Manga
Dorohedoro est prépublié dans le magazine Monthly Ikki de Shōgakukan à partir du 30 septembre 2000 mais le magazine cesse sa publication en 2014 et la série est transférée dans le Hibana en 2015,. Cependant, Hibana disparaît également en août 2017, la série est transférée une nouvelle fois dans le Monthly Shōnen Sunday le 11 novembre 2017,,. Le manga se termine le 12 septembre 2018 avec son 167e chapitre. Shōgakukan publie la série en un total de 23 tankōbon sortis entre janvier 2002 et 12 novembre 2018. Un chapitre spécial de 14 pages est publié dans le numéro de mars du Monthly Shōnen Sunday publié le 12 février 2020,.
La série est compilée en vingt-trois volumes reliés par l'éditeur Shōgakukan. La version française est initialement éditée par Vegetal Manga Shoten, puis reprise par Soleil Productions dans la collection Soleil Manga. Une réédition en douze tomes, nommée Chaos Edition, est publiée à partir de janvier 2025. Le manga est distribué en version numérique anglaise par Viz Media à partir de 2009 lors du lancement du site SigIKKI site, équivalent du Monthly Ikki sur internet en anglais.

## Série d'animation
Une adaptation en série d'animation est annoncée dans le Monthly Shōnen Sunday de décembre 2018. La série est produite par MAPPA, réalisée par Yuichiro Hayashi, avec Hiroshi Seko au scénario, Tomohiro Kishi à la conception des personnages et (K)NoW_NAME en tant que compositeur de la musique. La série est constituée de douze épisodes plus six OVA compris dans le second Blu-ray. Elle est diffusée entre le 12 janvier 2020 et le 29 mars 2020 sur Tokyo MX. Elle devient ensuite disponible mondialement sur Netflix en mai 2020.
Le thème d'ouverture Welcome to Chaos et les génériques de fin Who am I?, Night SURFING, DDDD, Strange Meat Pie, SECONDs FLY et 404 sont composés par (K)NoW_NAME,.
Après une pause de 4 ans, le 9 janvier 2024, le site officiel de l'anime annonce une suite sous forme de série ONA.

### Liste des épisodes
| No | Titre de l’épisode en français | Titre original de l’épisode | Date de 1re diffusion |
| -- | ------------------------------ | --- | --------------------- |
| 1  | Épisode 1                      | カイマン Kaiman | 12 janvier 2020       |
| 2  | Épisode 2                      | 袋の中/食事中はお静かに/隣の町の魔法使い Fukuro no Naka/Shokuji chū wa oshizuka ni/Tonari no Machi no Mahōtsukai                                                                       | 19 janvier 2020       |
| 3  | Épisode 3                      | 死者の夜 ― 決闘！― 中央デパート前 Shisha no Yoru ― Kettō!― Chūō Depāto Mae | 26 janvier 2020       |
| 4  | Épisode 4                      | 鴨のロースト魔法使い添え/舞踏会へは正装でおこし下さいませ/ゆく年くる年 in ホール Kamo no Rōsuto Mahōtsukai Soe/Budōkai He wa Seisō de Okoshi Kudasaimase/Yuku Toshi Kuru Toshi in Hōru | 2 février 2020        |
| 5  | Épisode 5                      | 魔法の国のカイマン Mahō no Kuni no Kaiman | 9 février 2020        |
| 6  | Épisode 6                      | キノコの山は食べ盛り)/はじめてのケムリ/マンホール哀歌 エレジー Kinoko no Yama wa Tabezakari/Hajimete no Kemuri/Manhōru Erejī                                                           | 16 février 2020       |
| 7  | Épisode 7                      | オールスター☆夢の球宴 Ōrusutā ☆ Yume no Kyūen | 23 février 2020       |
| 8  | Épisode 8                      | いい日、旅立ち/ラララ怪人くん/ゴージャス＆モリモリ/ブルーナイト・ランドへようこそ Ī hi, Tabidachi/Rarara Kaijin-kun/Gōjasu & Morimori/Burūnaito Rando he Youkoso                       | 1er mars 2020         |
| 9  | Épisode 9                      | 嗚呼、『花煙』/すてきなミートパイ/ 珍キノコ出現!! Aa, “Hana Kemuri”/Sutekina Mīto Pai/Chin Kinoko Shutsugen!!                                                                          | 8 mars 2020           |
| 10 | Épisode 10                     | ロンリー・カイマン/ ナイトメア・ビフォー/まんじゅうコワイ Ronrī Kaiman/Naitomea Bifō/Manjū Kowai                                                                                       | 15 mars 2020          |
| 11 | Épisode 11                     | 屋台で逢いましょう Yatai de Ai Mashou | 22 mars 2020          |
| 12 | Épisode 12                     | 思い出スクールデイズ/ボーイ ミーツ ガール＝バトル！/ゆびきりげんまん Omoide Sukuru Deizu/Bōi Mītsu Gāru = Batoru!/Yubi Kiri Genman                                                     | 29 mars 2020          |

## Accueil
La série animée Dorohedoro a été nommée pour les 5e Crunchyroll Anime Awards en 2021.